# Preus Museum
Фотомузей «Preus Museum» (норв. Preus Museum) — державний художній музей у норвезькому місті Гортен, заснований 1976 року як приватна галерея Preus Fotomuseum. 1995 року норвезький уряд придбав колекцію і створив на її основі національний музей фотографії, перенісши його в травні 2001 року до будівлі колишньої військової корабельні (складу) Karljohansvern; перебудова приміщення під виставкові цілі велася за проєктом архітектора Сверре Фена; нині музей включає бібліотеку та спеціальну лабораторію для консервації знімків.

## Історія та опис
Музей Preus Museum відкрито в Гортені 1976 року. Його першим приміщенням стала будівля на вулиці Ланггатен (Langgaten). Спочатку весь проєкт замислювався як невеликий приватний виставковий майданчик для співробітників компанії «Preus Foto A/S» та всіх, хто виявить особливий інтерес до фотографії та фотомистецтва. Колекція музею поступово збільшувалась упродовж 1970—1980-х років: нові придбання відбувалися як через аукціони, так і через арт-дилерів у великих містах світу — Гамбурзі, Берліні, Лондоні, Парижі, Вашингтоні, Нью-Йорку та Лос-Анджелесі. Поступово музей також почав показувати роботи сучасних фотографів, зокрема фотографії, куплені безпосередньо у художників.
Фірму «Preus Foto A/S» заснував 1956 року Лейф Преус (1920—2013) як фотомагазин: вона продавала обладнання для зйомок та пропонувала професійні послуги в галузі фотографії. За підтримки муніципалітету Гортен у приміщеннях фірми створили фотолабораторію для розвитку кольорової фотографії. У 1980-х роках компанія стала однією з найбільших фотографічних фірм у Норвегії, а її магазини відкрилися по всій країні (понад 200 співробітників більш ніж у 40 фотомагазинах). 2007 року компанію купила фірма Telebutikken.
Музейна колекція складається з трьох основних типів експонатів: зображень, технічного обладнання та книг на тему. Спеціалізована бібліотека містить видання, опубліковані від 1500-х років; колекція зображень містить як ранні фотопластини, так і твори сучасного фотомистецтва. Роботи перших фотографів — британців Вільяма Генрі Фокса Талбота (1800—1877) та Джулії Маргарет Кемерон (1815—1879), американця Едварда Стайхена (1879—1973), австрійця Генріха Кюна (1866—1944) і норвежців Андреса Беєра Вілса (1865-1949) і Елізабет Меєр (1899-1968) - представлені поряд із творами сучасних авторів і художників.
У 1992 році самого Преуса призначено почесним членом норвезької асоціації професійних фотографів «Norges Fotografforbund». 1994 року норвезький уряд придбав музей як основу для майбутнього національного зібрання фотографій - Преус став першим директором музею, обіймав цю посаду від 1995 до лютого 1998 року. 2003 року він за свою діяльність став лицарем ордена Святого Олафа (першого класу).